# Curchorem
Curchorem, auch Curchorem-Cacora, ist eine Stadt im indischen Bundesstaat Goa. Mit Sanvordem bildet sie eine Zwillingsstadt.
Die Stadt ist der Teil des Distrikt South Goa. Curchorem hat den Status eines Municipal Council. Die Stadt ist in 15 Wards gegliedert.

## Demografie
Die Einwohnerzahl der Stadt liegt laut der Volkszählung von 2011 bei 22.730. Curchorem hat ein Geschlechterverhältnis von 959 Frauen pro 1000 Männer und damit einen für Indien üblichen Männerüberschuss. Die Alphabetisierungsrate lag bei 88,9 % im Jahr 2011. Knapp 67 % der Bevölkerung sind Hindus, ca. 20 % sind Christen ca. 11 % sind Muslime und ca. 1 % gehören einer anderen oder keiner Religion an. 10,5 % der Bevölkerung sind Kinder unter 6 Jahren.

## Wirtschaft
Die Stadt ist ein Zentrum des Bergbaus in Süd-Goa. Der Bahnhof ist eine wichtige Ladestelle für die Erze aus den nahe gelegenen Minen. Dieses Erz wird mit Lastwagen transportiert, die einen Großteil des Tages auf den Straßen der Stadt fahren, was zu Staub- und Lärmbelästigung und zu größeren Verkehrsstaus führt.

## Infrastruktur
Der Bahnhof Curchorem ist einer der ältesten in Goa. Der Bahnhof Curchorem liegt unter der Südwestbahnlinie. Diese Linie wurde im Jahr 1880 gelegt.